# Montmoreau
Montmoreau is een gemeente in het Franse departement Charente in de regio Nouvelle-Aquitaine. Montmoreau maakt deel uit van het arrondissement Angoulême. De gemeente telde 2.419 inwoners op 1 januari 2022.

## Geschiedenis
Montmoreau is op 1 januari 2017 ontstaan door de fusie van de gemeenten Aignes-et-Puypéroux, Montmoreau-Saint-Cybard, Saint-Amant-de-Montmoreau, Saint-Eutrope en Saint-Laurent-de-Belzagot.

## Geografie
De oppervlakte van Montmoreau bedroeg op 1 januari 2022 64,85 vierkante kilometer; de bevolkingsdichtheid was toen 37,3 inwoners per km².
De onderstaande kaart toont de ligging van Montmoreau met de belangrijkste infrastructuur en aangrenzende gemeenten.

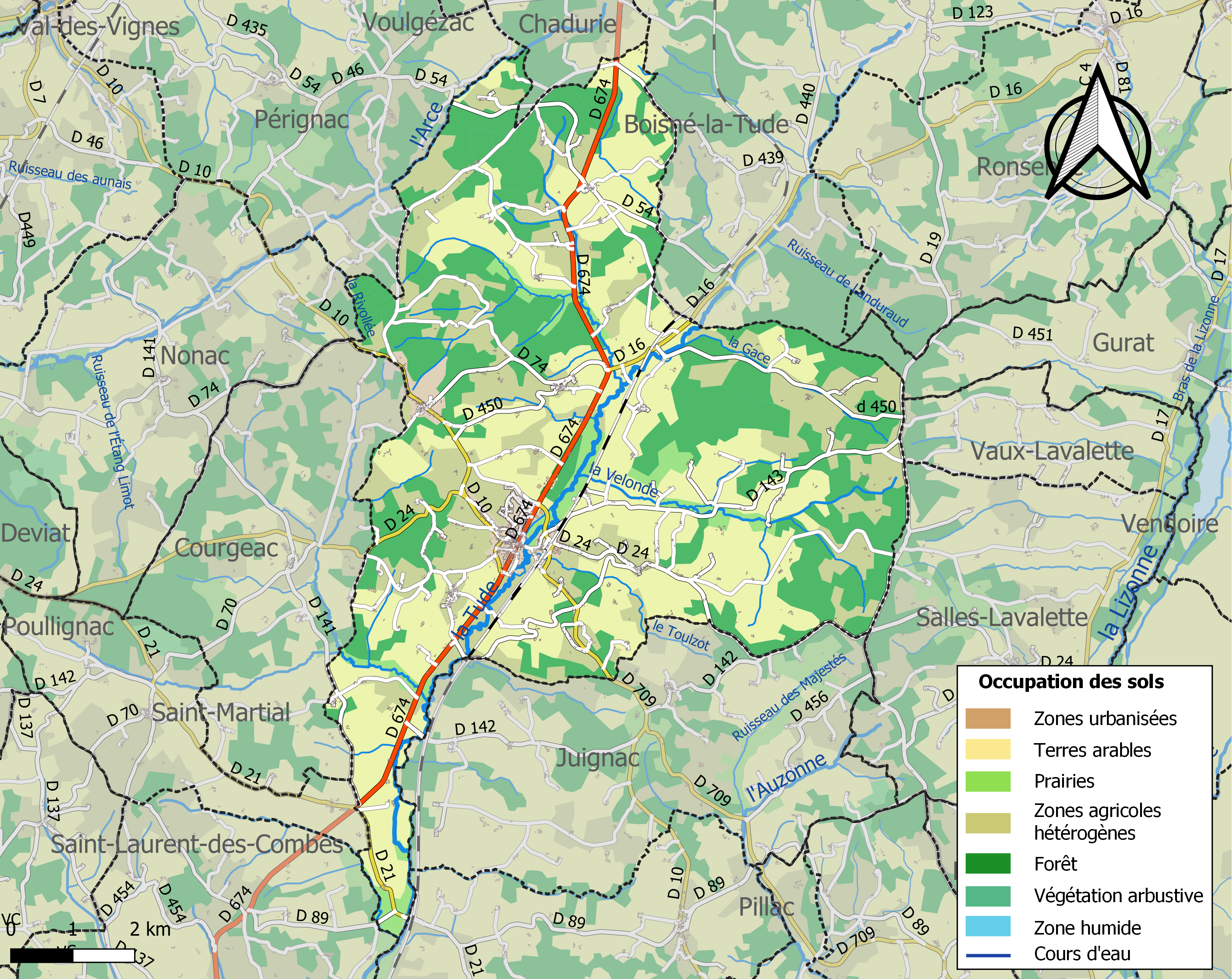

## Verkeer en vervoer
In de gemeente ligt spoorwegstation Montmoreau.